# Badia de Lübeck

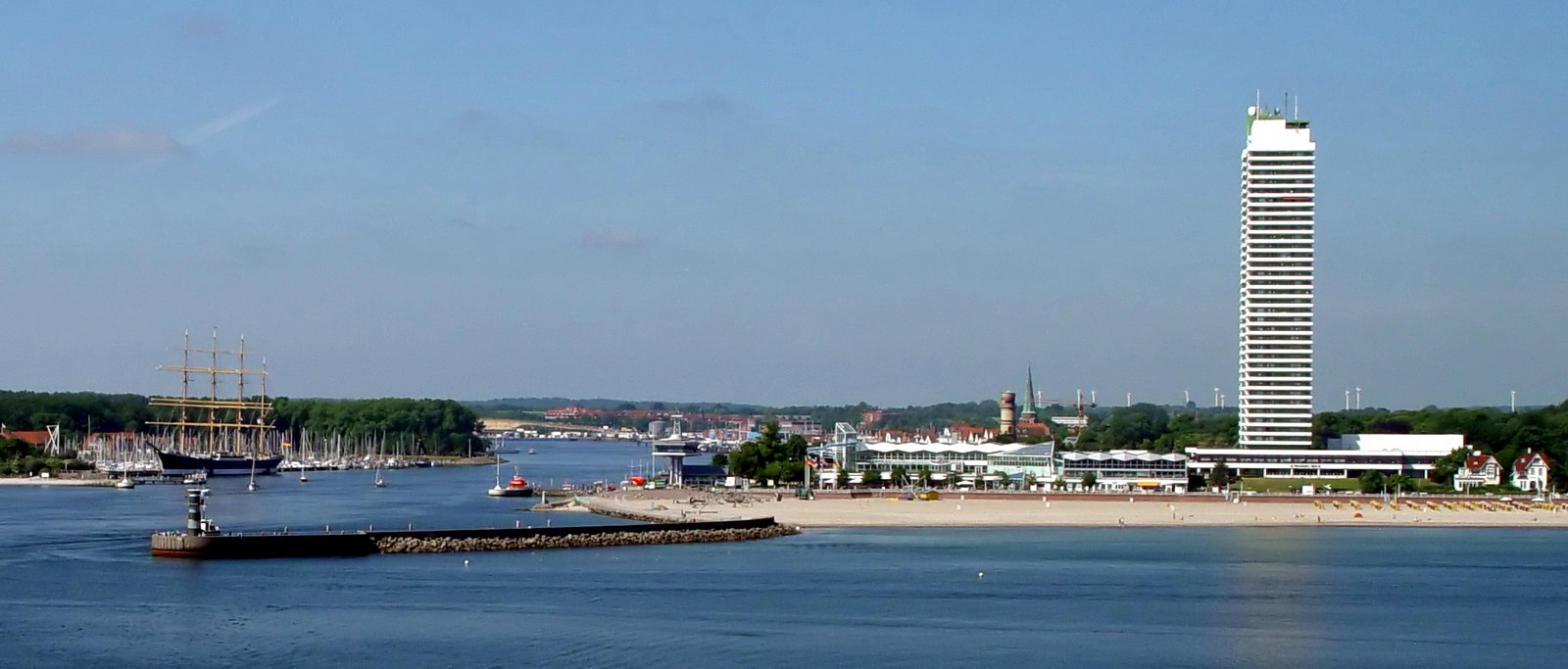
La badia a Travemünde

La Badia de Lübeck o amb el seu nom alemany Lübecker Bucht és una badia al Mar Bàltic dins de la Badia de Mecklenburg a Alemanya.
Es limita al nord-oest per la petita badia de Neustadt in Holstein. A la punta a migdia a Travemünde desemboca el riu Trave, major curs d'aigua de la badia i al nord-est per la punta de Steinbeck. Via el Canal Elbe-Trave està connectada per via aquàtica amb l'Elba a Lauenburg. El curs inferior del Trave forma la frontera entre els estats de Slesvig-Holstein i Mecklemburg-Pomerània Occidental. Ans al contrari del mar del Nord, al qual el desnivell entre la marea alta i la marea baixa pot atènyer uns quants metres, a la badia de Lübeck es limita a uns 30 centímetres. De tant en tant hi ha aigües altes i tempestats, de les quals la més alta va passar-se el 1872, amb una altitud de 3,30 m sobre el nivell normal.

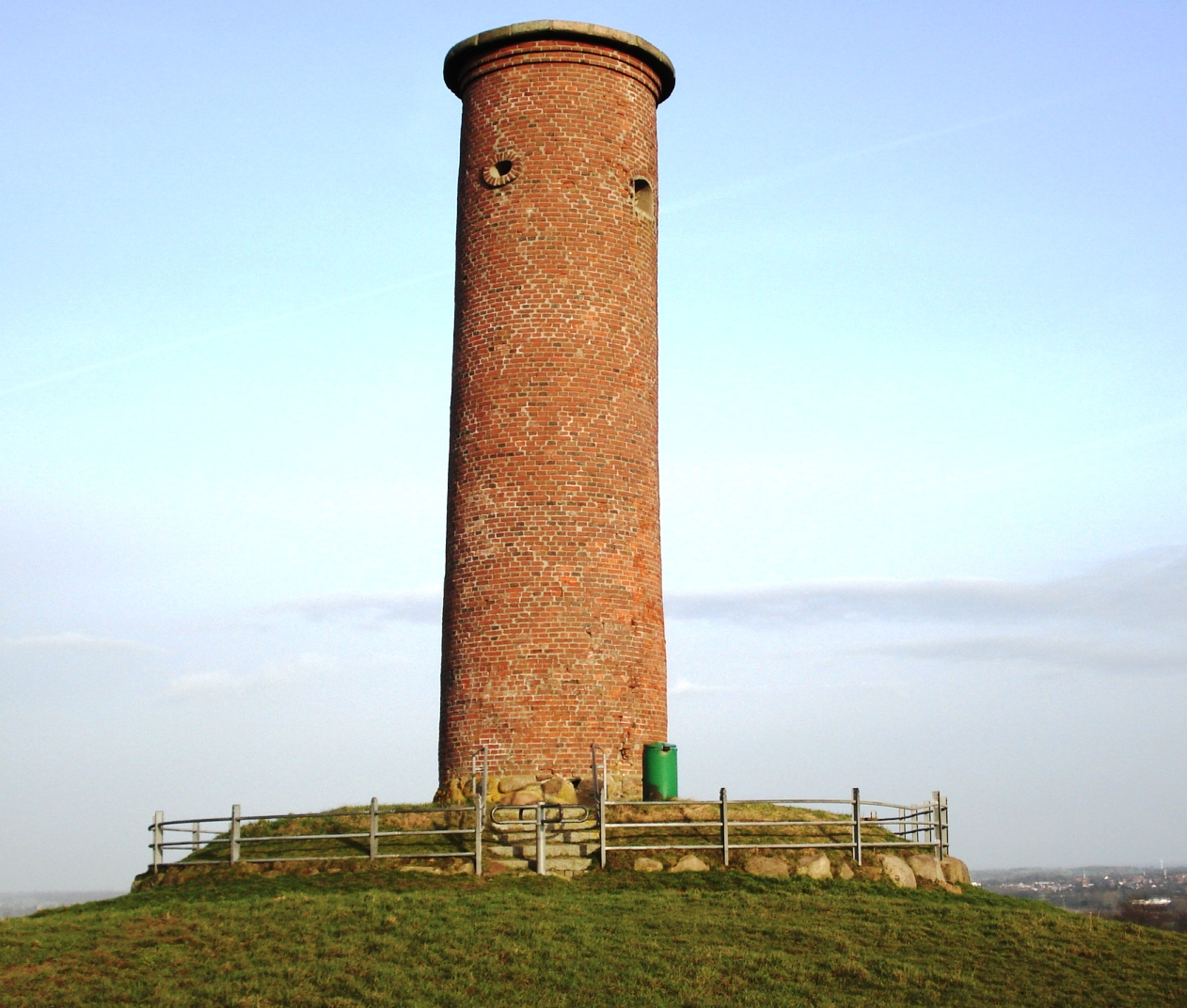
Torre de Goemnitz que servia com a referència per a determinar les fronteres durant l'antic règim

 Durant l'antic règim, des del 1188 la sobirania sobre la badia i els drets de pesca va quedar un subjecte de conflicte perpetu entre la ciutat hanseàtica de Lübeck i el principat de Mecklenburg.
Avui només els ports de Lübeck i de Travemünde tenen un paper econòmic major pel transport marítim, principalment amb els països bàltics. Els altres antics ports de peix van transformar-se en ports esportius. La badia conté una sèrie de centres balnearis amb platges arenoses que van desenvolupar-se com a centres turístics majors.
Vers la fi de la Segona Guerra Mundial, el 3 de maig del 1945, durant la fase final la badia va esdevenir el teatre d'una de les catàstrofes navals més important de la història. Quatre vaixells, el Cap Arcona, l'SS Thielbek, l'SS Deutschland i l'Athen, que les SS van carregar amb uns 10.000 presoners del camp de concentració de Neuengamme en un assaig d'amagar el seu crims davant la desfeta imminent. Sembla que el projecte era d'enfonsar els vaixells amb els presoners, en un acte que complia dos objectius de la fase final: eliminar testimonis torbadors i no deixar cap equip als mans dels vencedors. Les forces aèries britàniques van pensar que els vaixells contenien oficials de les SS que volien fugir cap a Noruega, aleshores encara suposada sota control alemany - altres fonts diuen que els serveis d'intel·ligència britànics sabien que els vaixells portaven presoners, però que la informació no va passar en la situació caòtica de la fi de la guerra.